# Ekonomia samborska
Ekonomia samborska – ekonomia, królewszczyzny w Ziemi Przemyskiej, powstałe jako dobra państwowe w XVI wieku w rejonie Sambora.
W skład ekonomii samborskiej wchodziły 3 miasta (Sambor, Stary Sambor, Stara Sól), 7 żup solnych (Stara Sól, Drohobycz, Nahujowice, Sprynia, Kotów-Bania Kotowska, Modrycz, Kołpiec) i ponad 100 wsi, znajdujących się w 5 kluczach i 7 krainach wołoskich.
W czasie zaboru austriackiego dobra koronne zostały przejęte jako dobra kameralne na własność cesarską.